# Oued Abiod
Oued Abiod är en wadi i Algeriet.   Den ligger i provinsen Tébessa, i den nordöstra delen av landet, 500 km öster om huvudstaden Alger.